# Epsom Oaks
Epsom Oaks, eller endast The Oaks, är ett galopplöp i England för 3-åriga ston. Löpet rids på Epsom Downs Racecourse i Surrey över distansen 2 420 meter. Det är ett Grupp 1-löp, det vill säga ett löp av högsta internationella klass. Epsom Oaks avgörs vanligtvis första lördagen i juni varje år, tillsammans med Epsom Derby.
Under krigsåren 1915–18 och 1940–45 reds löpet på Newmarket Racecourse.

## Segrare
| År   | Häst                 | Jockey             | Tränare             | Tid     |
| ---- | -------------------- | ------------------ | ------------------- | ------- |
| 2022 | Tuesday              | Ryan Moore         | Aidan O'Brien       | 2:37.83 |
| 2021 | Snowfall             | Frankie Dettori    | Aidan O'Brien       | 2:42.67 |
| 2020 | Love                 | Ryan Moore         | Aidan O'Brien       | 2:34.06 |
| 2019 | Anapurna             | Frankie Dettori    | John Gosden         | 2:36.09 |
| 2018 | Forever Together     | Donnacha O'Brien   | Aidan O'Brien       | 2:40.39 |
| 2017 | Enable               | Frankie Dettori    | John Gosden         | 2:34.13 |
| 2016 | Minding              | Ryan Moore         | Aidan O'Brien       | 2:42.66 |
| 2015 | Qualify              | Colm O'Donoghue    | Aidan O'Brien       | 2:37.41 |
| 2014 | Taghrooda            | Paul Hanagan       | John Gosden         | 2:34.89 |
| 2013 | Talent               | Richard Hughes     | Ralph Beckett       | 2:42.00 |
| 2012 | Was                  | Seamie Heffernan   | Aidan O'Brien       | 2:38.68 |
| 2011 | Dancing Rain         | Johnny Murtagh     | William Haggas      | 2:41.73 |
| 2010 | Snow Fairy           | Ryan Moore         | Ed Dunlop           | 2:35.77 |
| 2009 | Sariska              | Jamie Spencer      | Michael Bell        | 2:35.28 |
| 2008 | Look Here            | Seb Sanders        | Ralph Beckett       | 2:36.89 |
| 2007 | Light Shift          | Ted Durcan         | Henry Cecil         | 2:40.38 |
| 2006 | Alexandrova          | Kieren Fallon      | Aidan O'Brien       | 2:37.71 |
| 2005 | Eswarah              | Richard Hills      | Michael Jarvis      | 2:39.00 |
| 2004 | Ouija Board          | Kieren Fallon      | Ed Dunlop           | 2:35.41 |
| 2003 | Casual Look          | Martin Dwyer       | Andrew Balding      | 2:38.07 |
| 2002 | Kazzia               | Frankie Dettori    | Saeed bin Suroor    | 2:44.52 |
| 2001 | Imagine              | Michael Kinane     | Aidan O'Brien       | 2:36.70 |
| 2000 | Love Divine          | Richard Quinn      | Henry Cecil         | 2:43.11 |
| 1999 | Ramruma              | Kieren Fallon      | Henry Cecil         | 2:38.72 |
| 1998 | Shahtoush            | Michael Kinane     | Aidan O'Brien       | 2:38.23 |
| 1997 | Reams of Verse       | Kieren Fallon      | Henry Cecil         | 2:35.59 |
| 1996 | Lady Carla           | Pat Eddery         | Henry Cecil         | 2:35.55 |
| 1995 | Moonshell            | Frankie Dettori    | Saeed bin Suroor    | 2:35.44 |
| 1994 | Balanchine           | Frankie Dettori    | Hilal Ibrahim       | 2:40.37 |
| 1993 | Intrepidity          | Michael Roberts    | André Fabre         | 2:34.19 |
| 1992 | User Friendly        | George Duffield    | Clive Brittain      | 2:39.77 |
| 1991 | Jet Ski Lady         | Christy Roche      | Jim Bolger          | 2:37.30 |
| 1990 | Salsabil             | Willie Carson      | John Dunlop         | 2:38.70 |
| 1989 | Snow Bride           | Steve Cauthen      | Henry Cecil         | 2:34.22 |
| 1988 | Diminuendo           | Steve Cauthen      | Henry Cecil         | 2:35.02 |
| 1987 | Unite                | Walter Swinburn    | Michael Stoute      | 2:38.17 |
| 1986 | Midway Lady          | Ray Cochrane       | Ben Hanbury         | 2:35.60 |
| 1985 | Oh So Sharp          | Steve Cauthen      | Henry Cecil         | 2:41.37 |
| 1984 | Circus Plume         | Lester Piggott     | John Dunlop         | 2:38.97 |
| 1983 | Sun Princess         | Willie Carson      | Dick Hern           | 2:40.98 |
| 1982 | Time Charter         | Billy Newnes       | Henry Candy         | 2:34.21 |
| 1981 | Blue Wind            | Lester Piggott     | Dermot Weld         | 2:40.93 |
| 1980 | Bireme               | Willie Carson      | Dick Hern           | 2:34.33 |
| 1979 | Scintillate          | Pat Eddery         | Jeremy Tree         | 2:43.74 |
| 1978 | Fair Salinia         | Greville Starkey   | Michael Stoute      | 2:36.82 |
| 1977 | Dunfermline          | Willie Carson      | Dick Hern           | 2:36.53 |
| 1976 | Pawneese             | Yves Saint-Martin  | Angel Penna Sr.     | 2:35.25 |
| 1975 | Juliette Marny       | Lester Piggott     | Jeremy Tree         | 2:39.10 |
| 1974 | Polygamy             | Pat Eddery         | Peter Walwyn        | 2:39.39 |
| 1973 | Mysterious           | Geoff Lewis        | Noel Murless        | 2:36.31 |
| 1972 | Ginevra              | Tony Murray        | Ryan Price          | 2:39.35 |
| 1971 | Altesse Royale       | Geoff Lewis        | Noel Murless        | 2:36.95 |
| 1970 | Lupe                 | Sandy Barclay      | Noel Murless        | 2:41.46 |
| 1969 | Sleeping Partner     | John Gorton        | Doug Smith          | 2:39.94 |
| 1968 | La Lagune            | Gérard Thiboeuf    | François Boutin     | 2:41.66 |
| 1967 | Pia                  | Edward Hide        | Bill Elsey          | 2:38.34 |
| 1966 | Valoris              | Lester Piggott     | Vincent O'Brien     | 2:39.35 |
| 1965 | Long Look            | Jack Purtell       | Vincent O'Brien     | 2:39.56 |
| 1964 | Homeward Bound       | Greville Starkey   | John Oxley          | 2:49.36 |
| 1963 | Noblesse             | Garnie Bougoure    | Paddy Prendergast   | 2:39.36 |
| 1962 | Monade               | Yves Saint-Martin  | Joseph Lieux        | 2:38.12 |
| 1961 | Sweet Solera         | Bill Rickaby       | Reginald Day        | 2:39.24 |
| 1960 | Never Too Late       | Roger Poincelet    | Etienne Pollet      | 2:39.12 |
| 1959 | Petite Etoile        | Lester Piggott     | Noel Murless        | 2:35.48 |
| 1958 | Bella Paola          | Max Garcia         | François Mathet     | 2:40.48 |
| 1957 | Carrozza             | Lester Piggott     | Noel Murless        | 2:37.24 |
| 1956 | Sicarelle            | Freddie Palmer     | François Mathet     | 2:42.00 |
| 1955 | Meld                 | Harry Carr         | Cecil Boyd-Rochfort | 2:47.48 |
| 1954 | Sun Cap              | Rae Johnstone      | Richard Carver      | 2:39.12 |
| 1953 | Ambiguity            | Joe Mercer         | Jack Colling        | 2:36.48 |
| 1952 | Frieze               | Edgar Britt        | Charles Elsey       | 2:35.36 |
| 1951 | Neasham Belle        | Stan Clayton       | Geoffrey Brooke     | 2:41.20 |
| 1950 | Asmena               | Rae Johnstone      | Charles Semblat     | 2:42.40 |
| 1949 | Musidora             | Edgar Britt        | Charles Elsey       | 2:40.00 |
| 1948 | Masaka               | Billy Nevett       | Frank Butters       | 2:40.60 |
| 1947 | Imprudence           | Rae Johnstone      | Joseph Lieux        | 2:40.00 |
| 1946 | Steady Aim           | Harry Wragg        | Frank Butters       | 2:41.00 |
| 1945 | Sun Stream           | Harry Wragg        | Walter Earl         | 2:30.00 |
| 1944 | Hycilla              | Georges Bridgland  | Cecil Boyd-Rochfort | 2:30.40 |
| 1943 | Why Hurry            | Charlie Elliott    | Noel Cannon         | 2:32.60 |
| 1942 | Sun Chariot          | Gordon Richards    | Fred Darling        | 2:33.20 |
| 1941 | Commotion            | Harry Wragg        | Fred Darling        | 2:35.60 |
| 1940 | Godiva               | Doug Marks         | William Rose Jarvis | 2:29.40 |
| 1939 | Galatea              | Bobby Jones        | Joseph Lawson       | 2:40.60 |
| 1938 | Rockfel              | Harry Wragg        | Ossie Bell          | 2:37.00 |
| 1937 | Exhibitionnist       | Steve Donoghue     | Joseph Lawson       | 2:36.80 |
| 1936 | Lovely Rosa          | Tommy Weston       | Harry Cottrill      | 2:36.00 |
| 1935 | Quashed              | Henri Jelliss      | Colledge Leader     | 2:41.40 |
| 1934 | Light Brocade        | Brownie Carslake   | Frank Butters       | 2:35.20 |
| 1933 | Chatelaine           | Sam Wragg          | Fred Templeman      | 2:36.80 |
| 1932 | Udaipur              | Michael Beary      | Frank Butters       | 2:43.20 |
| 1931 | Brulette             | Charlie Elliott    | Frank Carter        | 2:39.20 |
| 1930 | Rose of England      | Gordon Richards    | Thomas Hogg         | 2:39.00 |
| 1929 | Pennycomequick       | Henri Jelliss      | Joseph Lawson       | 2:35.80 |
| 1928 | Toboggan             | Tommy Weston       | Frank Butters       | 2:37.40 |
| 1927 | Beam                 | Tommy Weston       | Frank Butters       | 2:34.60 |
| 1926 | Short Story          | Bobby Jones        | Alec Taylor Jr.     | 2:43.60 |
| 1925 | Saucy Sue            | Frank Bullock      | Alec Taylor Jr.     | 2:43.60 |
| 1924 | Straitlace           | Frank O'Neill      | Dawson Waugh        | 2:47.00 |
| 1923 | Brownhylda           | Vic Smyth          | Dick Dawson         | 2:37.00 |
| 1922 | Pogrom               | Ted Gardner        | Alec Taylor Jr.     | 2:36.20 |
| 1921 | Love in Idleness     | Joe Childs         | Alec Taylor Jr.     | 2:38.40 |
| 1920 | Charlebelle          | Albert Whalley     | Sandy Braime        | 2:38.20 |
| 1919 | Bayuda               | Joe Childs         | Alec Taylor Jr.     | 2:37.20 |
| 1918 | My Dear              | Steve Donoghue     | Alec Taylor Jr.     | 2:34.80 |
| 1917 | Sunny Jane           | Otto Madden        | Alec Taylor Jr.     | 2:43.40 |
| 1916 | Fifinella            | Joe Childs         | Dick Dawson         | 2:35.00 |
| 1915 | Snow Marten          | Walter Griggs      | Peter Gilpin        | 2:36.20 |
| 1914 | Princess Dorrie      | Bill Huxley        | Charles Morton      | 2:38.20 |
| 1913 | Jest                 | Fred Rickaby Jr.   | Charles Morton      | 2:37.60 |
| 1912 | Mirska               | Joe Childs         | Tom Jennings Jr.    | 2:43.00 |
| 1911 | Cherimoya            | Fred Winter Sr.    | Charlie Marsh       | 2:41.60 |
| 1910 | Rosedrop             | Charlie Trigg      | Alec Taylor Jr.     | 2:38.20 |
| 1909 | Perola               | Frank Wootton      | Saunders Davies     | 2:39.80 |
| 1908 | Signorinetta         | Billy Bullock      | Odoardo Ginistrelli | 2:42.40 |
| 1907 | Glass Doll           | Herbert Randall    | Charles Morton      | 2:42.00 |
| 1906 | Keystone             | Danny Maher        | George Lambton      | 2:38.60 |
| 1905 | Cherry Lass          | Herbert Jones      | Jack Robinson       | 2:38.00 |
| 1904 | Pretty Polly         | Willie Lane        | Peter Gilpin        | 2:46.20 |
| 1903 | Our Lassie           | Morny Cannon       | Charles Morton      | 2:44.60 |
| 1902 | Sceptre              | Herbert Randall    | Bob Sievier         | 2:46.60 |
| 1901 | Cap and Bells        | Milton Henry       | Sam Darling         | 2:44.40 |
| 1900 | La Roche             | Morny Cannon       | John Porter         | 2:48.20 |
| 1899 | Musa                 | Otto Madden        | Harry Enoch         | 2:44.00 |
| 1898 | Airs and Graces      | Walter Bradford    | Fred Day            | 2:45.20 |
| 1897 | Limasol              | Walter Bradford    | Tom Jennings Jr.    | 2:45.00 |
| 1896 | Canterbury Pilgrim   | Fred Rickaby       | George Lambton      | 2:45.60 |
| 1895 | La Sagesse           | Sam Loates         | Martin Gurry        | 2:48.80 |
| 1894 | Amiable              | Walter Bradford    | George Dawson       | 2:50.00 |
| 1893 | Mrs Butterwick       | John Watts         | George Dawson       | 2:44.00 |
| 1892 | La Fleche            | George Barrett     | John Porter         | 2:43.20 |
| 1891 | Mimi                 | Fred Rickaby       | Mathew Dawson       | 2:54.60 |
| 1890 | Memoir               | John Watts         | George Dawson       | 2:40.80 |
| 1889 | L'Abbesse de Jouarre | Jimmy Woodburn     | Robert Sherwood     | 2:45.00 |
| 1888 | Seabreeze            | Jack Robinson      | James Jewitt        | 2:42.8  |
| 1887 | Reve d'Or            | Charles Wood       | Alec Taylor Sr.     | 2:50.40 |
| 1886 | Miss Jummy           | John Watts         | Richard Marsh       | 2:54.40 |
| 1885 | Lonely               | Fred Archer        | William Gilbert Jr. | 2:44.00 |
| 1884 | Busybody             | Tom Cannon Sr.     | Tom Cannon Sr.      | 2:49.00 |
| 1883 | Bonny Jean           | John Watts         | Joe Cannon          | 2:53.00 |
| 1882 | Geheimniss           | Tom Cannon Sr.     | John Porter         |         |
| 1881 | Thebais              | George Fordham     | Alec Taylor Sr.     | 2:46.00 |
| 1880 | Jenny Howlet         | Jim Snowden        | William I'Anson Jr. | 2:49.00 |
| 1879 | Wheel of Fortune     | Fred Archer        | Mathew Dawson       | 3:02.00 |
| 1878 | Jannette             | Fred Archer        | Mathew Dawson       | 2:54.00 |
| 1877 | Placida              | Harry Jeffery      | Joseph Marsh        | 2:54.50 |
| 1876 | Camelia (DH)         | Tom Glover         | T. Cunnington       |         |
| 1876 | Enguerrande (DH)     | Hudson             | C. Wetherall        |         |
| 1875 | Spinaway             | Fred Archer        | Mathew Dawson       |         |
| 1874 | Apology              | John Osborne Jr.   | William Osborne     | 2:48.00 |
| 1873 | Marie Stuart         | Tom Cannon Sr.     | Robert Peck         |         |
| 1872 | Reine                | George Fordham     | Tom Jennings Sr.    |         |
| 1871 | Hannah               | Charlie Maidment   | Joseph Hayhoe       | 2:51.00 |
| 1870 | Gamos                | George Fordham     | Henry Woolcott      | 2:46.50 |
| 1869 | Brigantine           | Tom Cannon Sr.     | William Day         |         |
| 1868 | Formosa              | George Fordham     | Henry Woolcott      |         |
| 1867 | Hippia               | John Daley         | Joseph Hayhoe       |         |
| 1866 | Tormentor            | Jimmy Mann         | C. Blanton          |         |
| 1865 | Regalia              | John Norman        | William Harlock     |         |
| 1864 | Fille de l'Air       | Arthur Edwards     | Tom Jennings Sr.    |         |
| 1863 | Queen Bertha         | Tom Aldcroft       | John Scott          |         |
| 1862 | Feu de Joie          | Tom Chaloner       | James Godding       |         |
| 1861 | Brown Duchess        | Luke Snowden       | Joseph Saxon        |         |
| 1860 | Butterfly            | Jim Snowden        | G. Oates            |         |
| 1859 | Summerside           | George Fordham     | Tom Taylor          |         |
| 1858 | Governess            | Tom Ashmall        | Tom Eskrett         |         |
| 1857 | Blink Bonny          | Jack Charlton      | William I'Anson     |         |
| 1856 | Mincepie             | Alfred Day         | John Day            |         |
| 1855 | Marchioness          | Sim Templeman      | John Scott          |         |
| 1854 | Mincemeat            | Jack Charlton      | William Goodwin     |         |
| 1853 | Catherine Hayes      | Charles Marlow     | Mathew Dawson       |         |
| 1852 | Songstress           | Frank Butler       | John Scott          |         |
| 1851 | Iris                 | Frank Butler       | John Scott          |         |
| 1850 | Rhedycina            | Frank Butler       | William Goodwin     |         |
| 1849 | Lady Evelyn          | Frank Butler       | Tom Taylor          |         |
| 1848 | Cymba                | Sim Templeman      | John Day            |         |
| 1847 | Miami                | Sim Templeman      | W. Beresford        |         |
| 1846 | Mendicant            | Sam Day            | John Day            |         |
| 1845 | Refraction           | Henry Bell         | John Kent Jr.       |         |
| 1844 | The Princess         | Frank Butler       | John Scott          |         |
| 1843 | Poison               | Frank Butler       | R. Fisher           |         |
| 1842 | Our Nell             | Tommy Lye          | Tom Dawson          |         |
| 1841 | Ghuznee              | Bill Scott         | John Scott          |         |
| 1840 | Crucifix             | John Barham Day    | John Barham Day     |         |
| 1839 | Deception            | John Barham Day    | W. Treen            |         |
| 1838 | Industry             | Bill Scott         | John Scott          |         |
| 1837 | Miss Letty           | John Holmes        | Isaac Blades        |         |
| 1836 | Cyprian              | Bill Scott         | John Scott          |         |
| 1835 | Queen of Trumps      | Tommy Lye          | John Blenkhorn      |         |
| 1834 | Pussy                | John Barham Day    | W. Day              |         |
| 1833 | Vespa                | Jem Chapple        | H. Scott            |         |
| 1832 | Galata               | Patrick Conolly    | Charles Marson      |         |
| 1831 | Oxygen               | John Barham Day    | Robert Stephenson   |         |
| 1830 | Variation            | George Edwards     | Bobby Pettit        |         |
| 1829 | Green Mantle         | George Dockeray    | Charles Marson      |         |
| 1828 | Turquoise            | John Barham Day    | Robert Stephenson   |         |
| 1827 | Gulnare              | Frank Boyce        | John Kent           |         |
| 1826 | Lilias               | Tommy Lye          | John Forth          |         |
| 1825 | Wings                | Samuel Chifney Jr. | Robert Robson       |         |
| 1824 | Cobweb               | Jem Robinson       | James Edwards       |         |
| 1823 | Zinc                 | Frank Buckle       | Robert Robson       |         |
| 1822 | Pastille             | Harry Edwards      | Robert Robson       |         |
| 1821 | Augusta              | Jem Robinson       | R. Prince Jr.       |         |
| 1820 | Caroline             | Harry Edwards      | Robert Stephenson   |         |
| 1819 | Shoveler             | Samuel Chifney Jr. | William Chifney     |         |
| 1818 | Corinne              | Frank Buckle       | Robert Robson       |         |
| 1817 | Neva                 | Frank Buckle       | Dixon Boyce         |         |
| 1816 | Landscape            | Samuel Chifney Jr. | Robert Robson       |         |
| 1815 | Minuet               | Tom Goodisson      | Robert Robson       |         |
| 1814 | Medora               | Sam Barnard        | Dixon Boyce         |         |
| 1813 | Music                | Tom Goodisson      | Robert Robson       |         |
| 1812 | Manuella             | Bill Peirse        | Bill Peirse         |         |
| 1811 | Sorcery              | Samuel Chifney Jr. | Dixon Boyce         |         |
| 1810 | Oriana               | Bill Peirse        | Bill Peirse         |         |
| 1809 | Maid of Orleans      | Ben Moss           | Robert Robson       |         |
| 1808 | Morel                | Bill Clift         | Robert Robson       |         |
| 1807 | Briseis              | Samuel Chifney Jr. | Robert Robson       |         |
| 1806 | Bronze               | William Edwards    | Dixon Boyce         |         |
| 1805 | Meteora              | Frank Buckle       | Robert Robson       |         |
| 1804 | Pelisse              | Bill Clift         | Robert Robson       |         |
| 1803 | Theophania           | Frank Buckle       | Sam King            |         |
| 1802 | Scotia               | Frank Buckle       | Robert Robson       |         |
| 1801 | Eleanor              | John Saunders      | J. Frost            |         |
| 1800 | Ephemera             | Dennis Fitzpatrick | Frank Neale         |         |
| 1799 | Bellina              | Frank Buckle       | John Pratt          |         |
| 1798 | Bellissima           | Frank Buckle       | Richard Prince      |         |
| 1797 | Nike                 | Frank Buckle       | John Pratt          |         |
| 1796 | Parisot              | John Arnull        | Richard Prince      |         |
| 1795 | Platina              | Dennis Fitzpatrick | Frank Neale         |         |
| 1794 | Hermione             | Sam Arnull         | Saunders            |         |
| 1793 | Caelia               | John Singleton Jr. | Matt Stephenson     |         |
| 1792 | Volante              | Charles Hindley    | John Pratt          |         |
| 1791 | Portia               | John Singleton Jr. | Matt Stephenson     |         |
| 1790 | Hippolyta            | Sam Chifney        | Matt Stephenson     |         |
| 1789 | Tag                  | Sam Chifney        | Frank Neale         |         |
| 1788 | Nightshade           | Dennis Fitzpatrick | Frank Neale         |         |
| 1787 | Annette              | Dennis Fitzpatrick | J. Watson           |         |
| 1786 | Yellow Filly         | James Edwards      | Richard Prince      |         |
| 1785 | Trifle               | J. Bird            | John Pratt          |         |
| 1784 | Stella               | Charles Hindley    |                     |         |
| 1783 | Maid of the Oaks     | Sam Chifney        | John Pratt          |         |
| 1782 | Ceres                | Sam Chifney        | John Pratt          |         |
| 1781 | Faith                | Dick Goodisson     | John Pratt          |         |
| 1780 | Tetotum              | Dick Goodisson     |                     |         |
| 1779 | Bridget              | Dick Goodisson     | Saunders            |         |

1. ^ 1858 års löp slutade i dött lopp, men Governess slog Gildermire i ett skiljeheat
2. ^ Stony Ford var först över mål 1918, men diskvalificerades sedan för tränging mot My Dear
3. ^ Aliysa var först över mål 1989, men diskvalificerades sedan för att ha testat positivt för en förbjuden substans
4. ^ 2020 års löp reds i juli på grund av Coronaviruspandemin